# Lodewijk Stumpf
Lodewijk Stumpf (Amersfoort, 31 januari 1839 – Paramaribo, 1 oktober 1891) was een Nederlands militair in Suriname. Hij was de oprichter van Buiten-Sociëteit Het Park in Paramaribo.

## Biografie
Lodewijk Stumpf was ingedeeld bij het bataljon jagers en werd in 1868 bevorderd van 2e tot 1e luitenant-adjudant. Als theorieleraar voor leden van de Schutterij ontving hij dat jaar van zijn leerlingen waardering met een geschenk van een kostbare zilveren beker en schotel waarin zij hun namen hadden laten graveren.
Hij woonde in een officierswoning van Fort Zeelandia tot de herinrichtingsplannen van gouverneur Van Sypesteyn van 1872. Het fort werd ingericht als gevangenis en het gebied werd anders ingericht. Stumpf kreeg hier de leiding over. Het gebied kreeg het Militaire Park als naam en raakte in trek bij wandelaars. De opening op 6 oktober 1877 vond plaats met een buffet dat zo goed bezocht werd, dat Stumpf besloot tot de oprichting van Buiten-Sociëteit Het Park. Het werd geopend op 1 januari 1878 als besloten club waar avonden voor dans en muziek werden georganiseerd en er gelegenheid was om te kegelen. In maart 1881 werd hij bevorderd tot kapitein en ging hij met een leeftijd van 41 jaar met militair pensioen. Hierdoor had hij nog meer tijd om zich te wijden aan de sociëteit.
Lodwijk Stumpf overleed op 1 oktober 1891 op 52-jarige leeftijd. Hij was getrouwd met Anna Maria Francina Haase. Zij overleed twee jaar later op 14 november 1893 op 49-jarige leeftijd. Postuum werd op 12 december 1903 een plaquette onthuld ter ere van Stumpfs verwezenlijking van de sociëteit.